# Factory Showroom
Factory Showroom é o sexto álbum de estúdio da banda They Might Be Giants, lançado a 8 de Outubro de 1996.
Numa entrevista dada, John Flansburgh (membro fundador, guitarrista e produtor) afirmou que este disco foi o seu favorito. Foi o último disco sob o selo da Elektra Records.

## Faixas
Todas as faixas por They Might Be Giants, exceto onde anotado.
"Token Back to Brooklyn" – 0:52
- Faixa escondida

1. "S-E-X-X-Y" – 3:51
2. "Till My Head Falls Off" – 2:53
3. "How Can I Sing Like a Girl?" – 4:32
4. "Exquisite Dead Guy" – 2:02
5. "Metal Detector" – 3:50
6. "New York City" (Robynn Iwata, Lisa Marr, Lisa Nielsen) – 3:02
7. "Your Own Worst Enemy" – 1:45
8. "XTC vs. Adam Ant" – 3:37
9. "Spiraling Shape" – 4:24
10. "James K. Polk" (Matthew Hill, They Might Be Giants) – 3:04
11. "Pet Name" – 4:04
12. "I Can Hear You" – 1:57
13. "The Bells Are Ringing" – 3:32

## Paradas
Álbum
| parada (1996) | posição |
| ------------- | ------- |
| Billboard 200 | 89      |